# Hammarby Idrottsförening Fotboll 2018
Questa voce raccoglie le informazioni riguardanti l'Hammarby Idrottsförening, meglio conosciuto come Hammarby IF o semplicemente Hammarby, nelle competizioni ufficiali della stagione 2018.

## Maglie e sponsor
Puma è lo sponsor tecnico per il quarto anno consecutivo. Cambia invece lo sponsor di maglia a fronte dell'accordo quinquennale con Jobman, azienda produttrice di abiti da lavoro.

Come l'anno precedente, la prima maglia è a righe verticali biancoverdi, mentre la seconda è a righe verticali giallonere già usate dal club come colori primari tra il 1918 e il 1977.
| Casa | Trasferta |  |

## Rosa
| N. |                       | Ruolo | Calciatore                     |
| -- | --------------------- | ----- | ------------------------------ |
| 1  | Svezia (bandiera)     | P     | Johan Wiland                   |
| 2  | Svezia (bandiera)     | D     | Simon Sandberg                 |
| 3  | Brasile (bandiera)    | D     | Neto Borges                    |
| 4  | Danimarca (bandiera)  | D     | Bjørn Paulsen                  |
| 5  | Svezia (bandiera)     | D     | David Fällman                  |
| 6  | Svezia (bandiera)     | C     | Jiloan Hamad (vice capitano)   |
| 7  | Svezia (bandiera)     | A     | Imad Khalili                   |
| 8  | Danimarca (bandiera)  | C     | Jeppe Andersen                 |
| 9  | Norvegia (bandiera)   | A     | Sander Svendsen                |
| 10 | Svezia (bandiera)     | C     | Kennedy Bakircioglu (capitano) |
| 11 | Islanda (bandiera)    | C     | Arnór Smárason                 |
| 11 | Montenegro (bandiera) | C     | Vladimir Rodić                 |
| 13 | Danimarca (bandiera)  | D     | Mads Fenger                    |
| 14 | Gambia (bandiera)     | A     | Pa Dibba                       |

| N. |                     | Ruolo | Calciatore                      |
| -- | ------------------- | ----- | ------------------------------- |
| 14 | Svezia (bandiera)   | C     | Junes Barny                     |
| 16 | Svezia (bandiera)   | C     | Leo Bengtsson                   |
| 18 | Iraq (bandiera)     | C     | Rebin Asaad                     |
| 19 | Gabon (bandiera)    | C     | Serge-Junior Martinsson Ngouali |
| 21 | Svezia (bandiera)   | D     | Oscar Krusnell                  |
| 22 | Svezia (bandiera)   | A     | Muamer Tanković                 |
| 23 | Svezia (bandiera)   | D     | Marcus Degerlund                |
| 25 | Svezia (bandiera)   | P     | Davor Blažević                  |
| 26 | Svezia (bandiera)   | C     | Erkan Zengin                    |
| 27 | Svezia (bandiera)   | P     | Benny Lekström                  |
| 28 | Ghana (bandiera)    | C     | Gershon Koffie                  |
| 40 | Serbia (bandiera)   | A     | Nikola Đurđić                   |
| 77 | Norvegia (bandiera) | D     | Mats Solheim                    |

## Risultati

### Allsvenskan

#### Girone di andata
| Arbitro: | Jonas Eriksson |

|                                               |           |              |
| Hamad 45’ (rig.) Hamad 50’ (rig.) Hamad 90+1’ | Marcatori | 74’ Lundholm |

| Arbitro: | Mohammed Al-Hakim |

|              |           |                         |
| Diskerud 60’ | Marcatori | 62’ Paulsen 90+1’ Hamad |

| Arbitro: | Stefan Johannesson |

|                                             |           |  |
| Khalili 25’ Khalili 50’ Hamad 60’ Dibba 77’ | Marcatori |  |

| Arbitro: | Glenn Nyberg |

|                       |           |           |
| Tanković 3’ Dibba 28’ | Marcatori | 82’ Thern |

| Arbitro: | Patrik Eriksson |

|                           |           |                       |
| Paulinho 12’ El Kabir 54’ | Marcatori | 32’ Đurđić 33’ Đurđić |

| Arbitro: | Martin Strömbergsson |

|                   |           |                         |
| Walker 77’ (rig.) | Marcatori | 3’ Tanković 90+1’ Dibba |

| Arbitro: | Jonas Eriksson |

|                                          |           |                                |
| Dibba 15’ Dibba 35’ Đurđić 37’ Dibba 56’ | Marcatori | 73’ Batanero 80’ Gall 84’ Gall |

| Arbitro: | Mohammed Al-Hakim |

|                 |           |                      |
| Igboananike 13’ | Marcatori | 51’ Đurđić 78’ Hamad |

| Arbitro: | Martin Strömbergsson |

|                                 |           |                        |
| Đurđić 36’ Đurđić 65’ Dibba 70’ | Marcatori | 19’ Rieks 46’ Svanberg |

| Arbitro: | Andreas Ekberg |

|  |           |                        |
|  | Marcatori | 80’ (rig.) Elyounoussi |

| Arbitro: | Robert Daradic |

|                    |           |              |
| Romário 54’ (rig.) | Marcatori | 65’ Andersen |

| Arbitro: | Bojan Pandžić |

|             |           |                       |
| Paulsen 40’ | Marcatori | 58’ Tekie 61’ Ghoddos |

| Borås 16 luglio 2018, ore 19:00 13ª giornata | Elfsborg      | 0 – 0 referto | Hammarby | Borås Arena\| Arbitro: \| Bojan Pandžić \| |
| Arbitro:                                     | Bojan Pandžić |               |          |                                            |

| Arbitro: | Robert Daradic |

|                                              |           |                |
| Đurđić 13’ Tanković 17’ Đurđić 36’ Hamad 43’ | Marcatori | 84’ Buya Turay |

| Arbitro: | Johan Krantz |

|            |           |                                                |
| Hümmet 55’ | Marcatori | 28’ Martinsson Ngouali 30’ Đurđić 72’ Tanković |

#### Girone di ritorno
| Arbitro: | Mohammed Al-Hakim |

|              |           |  |
| Tanković 60’ | Marcatori |  |

| Norrköping 13 agosto 2018, ore 19:00 17ª giornata | IFK Norrköping     | 0 – 0 referto | Hammarby | Östgötaporten\| Arbitro: \| Stefan Johannesson \| |
| Arbitro:                                          | Stefan Johannesson |               |          |                                                   |

| Arbitro: | Robert Daradic |

|                          |           |  |
| Tanković 3’ Tanković 80’ | Marcatori |  |

| Arbitro: | Magnus Lindgren |

|                         |           |                                         |
| DeJohn 36’ DeJohn 90+1’ | Marcatori | 23’ (rig.) Hamad 45+1’ Đurđić 85’ Barny |

| Arbitro: | Mohammed Al-Hakim |

|           |           |                                    |
| Rodić 65’ | Marcatori | 20’ Mrabti 59’ Radetinac 89’ Badji |

| Arbitro: | Martin Strömbergsson |

|             |           |           |
| Haglund 16’ | Marcatori | 79’ Rodić |

| Arbitro: | Stefan Johannesson |

|            |           |  |
| Goitom 76’ | Marcatori |  |

| Arbitro: | Kristoffer Karlsson |

|  |           |           |
|  | Marcatori | 31’ Holst |

| Arbitro: | Bojan Pandžić |

|                                              |           |  |
| Paulsen 26’ Hamad 72’ (rig.) Bakircioglu 79’ | Marcatori |  |

| Arbitro: | Glenn Nyberg |

|                        |           |                                                      |
| Lahne 17’ Figueroa 54’ | Marcatori | 45+2’ Paulsen 66’ (aut.) Öhman 79’ Fenger 86’ Đurđić |

| Arbitro: | Kristoffer Karlsson |

|                             |           |                  |
| Antonsson 47’ Rosenberg 57’ | Marcatori | 28’ (rig.) Hamad |

| Stoccolma 28 ottobre 2018, ore 15:00 27ª giornata | Hammarby        | 0 – 0 referto | Kalmar | Tele2 Arena\| Arbitro: \| Patrik Eriksson \| |
| Arbitro:                                          | Patrik Eriksson |               |        |                                              |

| Arbitro: | Mohammed Al-Hakim |

|                                    |           |                                   |
| Hallenius 54’ (rig.) Hallenius 66’ | Marcatori | 13’ Fenger 34’ Khalili 52’ Đurđić |

| Arbitro: | Mohammed Al-Hakim |

|             |           |  |
| Paulsen 50’ | Marcatori |  |

| Arbitro: | Glenn Nyberg |

|                                         |           |                                       |
| Mukiibi 29’ Islamović 45+1’ Sellars 77’ | Marcatori | 46’ Đurđić 70’ (rig.) Hamad 90’ Rodić |

### Svenska Cupen 2017-2018

#### Gruppo 8
| Arbitro: | Farouk Nehdi |

|            |           |                                                  |
| Traore 75’ | Marcatori | 6’ Hamad 27’ (rig.) Hamad 52’ Martinsson Ngouali |

| Arbitro: | Kristoffer Karlsson |

|                                    |           |                                          |
| Svendsen 17’ Dibba 73’ Khalili 88’ | Marcatori | 19’ Hamidović 37’ Wängberg 70’ Hamidović |

| Arbitro: | Andreas Ekberg |

|                             |           |                 |
| Frick 36’ Holmén 79’ (rig.) | Marcatori | 87’ Bakircioglu |

### Svenska Cupen 2018-2019
| Arbitro: | Glenn Nyberg |

|  |           |                                   |
|  | Marcatori | 9’ Bengtsson 29’ Rodić 90+3’ Hudu |